# Roy Ciccolini
Roy Ciccolini, all'anagrafe Giuseppe Ciccolini (Roma, 13 febbraio 1938 – Mombasa, 28 agosto 2008), è stato un attore italiano.
Conosciuto per I piaceri del sabato notte (1960) diretto da Daniele D'Anza, Il gobbo (1960) diretto da Carlo Lizzani e Caterina Sforza, la leonessa di Romagna (1959) diretto da Giorgio Walter Chili.

## Filmografia
- Lazzarella, regia di Carlo Ludovico Bragaglia (1957)
- Belle ma povere, regia di Dino Risi (1957)
- Italia piccola, regia di Mario Soldati (1957)
- 3 straniere a Roma, regia di Claudio Gora (1958)
- Gagliardi e pupe, regia di Roberto Bianchi Montero (1958)
- I ragazzi dei Parioli, regia di Sergio Corbucci (1959)
- Caterina Sforza, la leonessa di Romagna, regia di Giorgio Walter Chili (1959)
- I piaceri del sabato notte, regia di Daniele D'Anza (1960)
- Il gobbo, regia di Carlo Lizzani (1960)
- Un investimento sicuro, episodio di Le motorizzate, regia di Marino Girolami (1963)